# Lotte Wubben-Moy
Carlotte Mae Wubben-Moy (Londen, 11 januari 1999) is een voetbalspeelster uit Engeland. Ze speelt als verdediger voor Arsenal WFC in de FA Women's Super League.

## Clubcarrière
Wubben-Moy werd geboren in de Londense wijk Bow als dochter van een Engelse moeder, Claire Moy, en Antonius Wubben, de Nederlandse mede-eigenaar van het bedrijf Kaizen Furniture Makers. Ze spreekt vloeiend Nederlands. Ze ging naar de Olga Primary School en middelbaar onderwijs volgde ze aan de Anglo European School. Ook ging ze naar de Stoke Newington School waar ze haar A-levels haalde. Wubben-Moy speelde tegelijkertijd al voetbal en netbal. Een plaquette als onderdeel van  "Where Greatness Is Made" campagne, met daarop Wubben-Moy, was te zien in de Londense wijk Chadwell Heath.
Wubben-Moy kwam in de jeugdopleiding van Arsenal WFC terecht waar ze uitgroeide tot aanvoerder en de FA WSL Development Cup en tweemaal de FA Youth Cup wist te winnen. Op 26 juli 2015 debuteerde ze op zestienjarige leeftijd voor de hoofdmacht van Arsenal in de 90ste minuut in en 2-1 FA Women's Super League overwinning op Notts County. Ze kwam dat seizoen nog een keer in actie en wist met haar club de FA Women's Super League Cup en FA Women's Cup te winnen.
In de voorbereiding op het nieuwe seizoen in 2017 liep Wubben-Moy een blessure op. Ondanks haar blessure kwam ze in alle acht wedstrijden in de voorbereiding in actie en wist ze ongeslagen te blijven.
In de herfst van 2017 besloot Wubben-Moy om naar de Verenigde Staten te verhuizen om voetballen en studeren te combineren bij de North Carolina Tar Heels. Voor drie jaar had ze een basisplaats in het universiteitsteam. Haar eerste doelpunt maakte ze op 8 september 2019 in een 8-0 overwinning op UNLV Rebels. Ze maakte uiteindelijk zes doelpunten in dat juniorenseizoen.
Wubben-Moy zag af van haar laatste jaar van haar studie door onzekerheid die was ontstaan door de uitbraak van de coronapandemie in 2020.
Op 11 september 2018 keerde ze terug bij Arsenal waar ze haar eerste profcontract tekende. Ze maakte haar eerste doelpunt voor Arsenal op 11 oktober 2020 in een wedstrijd tegen Brighton & Hove Albion WFC, waar ze als wissel het veld had betreden in een 5-0 overwinning op de club uit Zuid-Engeland. Haar tweede doelpunt volgde in een wedstrijd tegen Manchester United WFC. In deze wedstrijd werd ze tevens uitgeroepen tot speelster van de wedstrijd. In maart 2019 werd Wubben-Moy uitgeroepen tot speelster van de maand.
In het seizoen 2023/24 werd Wubben-Moy uitgeroepen tot speelster van het seizoen van Arsenal, waarmee ze Stina Blackstenius en Alessia Russo achter zich liet.

## Statistieken
| Seizoen | Club        | Land     | Competitie              | Wedstrijden | Doelpunten |
| ------- | ----------- | -------- | ----------------------- | ----------- | ---------- |
| 2015    | Arsenal WFC | Engeland | FA Women's Super League | 2           | 0          |
| 2016    | Arsenal WFC | Engeland | FA Women's Super League | 1           | 0          |
| 2017    | Arsenal WFC | Engeland | FA Women's Super League | 8           | 0          |
| 2020/21 | Arsenal WFC | Engeland | FA Women's Super League | 17          | 2          |
| 2021/22 | Arsenal WFC | Engeland | FA Women's Super League | 17          | 2          |
| 2022/23 | Arsenal WFC | Engeland | FA Women's Super League | 21          | 1          |
| 2023/24 | Arsenal WFC | Engeland | FA Women's Super League | 18          | 1          |
| 2024/25 | Arsenal WFC | Engeland | FA Women's Super League | 5           | 0          |
| Totaal  | Totaal      | Totaal   | Totaal                  | 89          | 6          |

Laatste update: 28 november 2024

## Interlandcarrière
Wubben-Moy was de aanvoerder van Engeland -17 tijdens het WK - 17 in 2016 waar ze met haar land de kwartfinales wist te behalen. Later dat jaar was ze eveneens aanvoerder van Engeland -17 op het EK -17 in 2016. Hier wist ze met haar land de derde plaats te behalen.
Op 23 februari 2021 maakte Wubben-Moy haar debuut voor het Engelse seniorenteam in een wedstrijd tegen Noord-Ierland door in de tweede helft voor Arsenal-ploeggenote Leah Williamson in het veld te komen. De wedstrijd eindigde in een 6-0 overwinning voor Engeland. Op 27 mei 2021 werd ze als reservespeelster opgenomen in de selectie van het Britse olympische voetbalelftal op de Olympische Spelen 2020. Twee jaar later maakte ze onderdeel uit van de selectie van Engeland voor het EK 2022 waarvan Engeland het gastland was. Ze wist met haar land Europees kampioen te worden door na verlenging Duitsland te verslaan.
Voor het vijftigste jubileum van de Engelse nationale ploeg werd Wubben-Moy op de 217de plaats opgenomen van legendarische spelers.
Wubben-Moy maakte in 2023 deel uit van de selectie dat de Finalissima wist te winnen door Brazilië te verslaan. Ook maakte ze datzelfde jaar onderdeel uit van de selectie van Engeland dat de finale wist te behalen op het WK 2023. Haar eerste interlanddoelpunt maakte Wubben-Moy in een met 5-1 gewonnen vriendschappelijke wedstrijd tegen Italië op 27 februari 2024.
Op 6 juni 2025 werd Wubben-Moy opgenomen in de Engelse selectie voor op het EK 2025 in Zwitserland. Met haar land werd ze op 27 juli 2025 Europees kampioen door in de finale na penalty's af te rekenen met Spanje.
1 Earps ·
2 Bronze ·
3 Daly ·
4 Walsh ·
5 Greenwood ·
6 Bright ·
7 Mead ·
8 Williamson  ·
9 White ·
10 Stanway ·
11 Hemp ·
12 Carter ·
13 Hampton ·
14 Kirby ·
15 Stokes ·
16 Scott ·
17 Parris ·
18 Kelly ·
19 England ·
20 Toone ·
21 Roebuck ·
22 Wubben-Moy ·
23 Russo ·
Coach: Wiegman
1 Earps ·
2 Bronze ·
3 Charles ·
4 Walsh ·
5 Greenwood ·
6 Bright  ·
7 James ·
8 Stanway ·
9 Daly ·
10 Toone ·
11 Hemp ·
12 Nobbs ·
13 Hampton ·
14 Wubben-Moy ·
15 Morgan ·
16 Carter ·
17 Coombs ·
18 Kelly ·
19 England ·
20 Zelem ·
21 Roebuck ·
22 Robinson ·
23 Russo ·
Coach: Wiegman
1 Hampton ·
2 Bronze ·
3 Charles ·
4 Walsh ·
5 Greenwood ·
6 Williamson  ·
7 James ·
8 Stanway ·
9 Mead ·
10 Toone ·
11 Hemp ·
12 Le Tissier ·
13 Moorhouse ·
14 Clinton ·
15 Morgan ·
16 Carter ·
17 Agyemang ·
18 Kelly ·
19 Beever-Jones ·
20 Park ·
21 Keating ·
22 Wubben-Moy ·
23 Russo ·
Coach: Wiegman